# Referendum abrogativi in Italia del 2000
I referendum abrogativi in Italia del 2000 si tennero il 21 maggio ed ebbero ad oggetto sette distinti quesiti.

## Storia
La campagna referendaria Radicale che non partiva nel 1997, venne riproposta, più o meno negli stessi termini, nella primavera del 1999, quando avendo a disposizione un ammontare di fondi senza precedenti - grazie alla vendita di alcuni soggetti imprenditoriali di cui erano titolari (RadioRadicale2) e a seguito del successo elettorale della Lista Emma Bonino alle elezioni europee del 13 maggio 1999 (8,6% dei voti, posizionandosi come quarto partito italiano per consensi) - il partito si trovava nelle condizioni di portare a termine la campagna di raccolta firme: un pacchetto referendario con quesiti per la liberalizzazione del mercato del lavoro, per la riforma in senso liberista del fisco, della previdenza e dello Stato sociale.
Furono 16 milioni le firme depositate presso la Corte di cassazione.
Emma Bonino spiegava in un suo intervento ad Arezzo l'importanza che aveva, per i Radicali, la proposizione dei venti referendum «liberali»: «Deve essere chiaro a tutti che la libertà da affermare per gli europei del duemila sarà sempre più quella di potere avere libertà di scelta come consumatori ed utenti tra una molteplicità di opzioni in un mercato concorrenziale. Attraverso la scelta «liberista» vogliamo affermare la libertà di impresa, certo, ma anche la libertà del consumatore di ottimizzare la propria utilità orientandosi tra offerte davvero in concorrenza».
A pochi mesi dal voto, sulle pagine del Corriere della Sera, Ferruccio De Bortoli scriveva che: «L'esperienza degli ultimi anni insegna che le riforme in questo Paese si fanno quasi unicamente sotto la spinta, la minaccia, anche disordinata, della consultazione popolare. È accaduto, e speriamo accada ancora, per la legge elettorale; dovrebbe succedere anche per quell'insieme di norme sul mercato del lavoro ormai incompatibili con un sistema economico aperto, flessibile e dinamico».
Il prof. Rudi Dornbusch, ex consigliere della Banca Mondiale e del Fondo Monetario Internazionale, a proposito delle riforme necessarie per rilanciare l'economia in Europa, riconosceva i referendum Radicali come l'unica proposta letteralmente rivoluzionaria nel panorama politico dell'Unione, menzionando esplicitamente i quesiti per l'abolizione del sostituto d'imposta, l'abolizione del reintegro per i licenziamenti (Art. 18 statuto dei lavoratori) e le trattenute sindacali.
Il Partito tentava, come nel 1995 e 1997, di coinvolgere lo schieramento di centro-destra a schierarsi a favore dei quesiti liberali: tuttavia Berlusconi dopo il ritrovato accordo con la Lega Nord, convinto di poter vincere le elezioni del 2001 senza i Radicali, invitava i suoi elettori ad astenersi, arrivando a definire i referendum «comunisti» a causa del sostegno dei Ds al solo referendum per l'abrogazione della quota proporzionale della legge elettorale.
L'esperienza giurisprudenziale del passato che si era dimostrata particolarmente restrittiva, specie in occasione di tornate referendarie con numerosi quesiti, faceva temere che anche in quella occasione non stesse arrivando una sentenza favorevole per i Radicali; così, per sollecitare l'opinione pubblica sui temi del referendum e sull'imminente decisione della Corte Costituzionale, i Radicali promossero un convegno di studio presso la Biblioteca della Camera dei deputati il 12 - 13 dicembre 1999 dal titolo «Tornare alla Costituzione».
L'attesa pronuncia della Corte Costituzionale arrivava nel gennaio del 2000: i venti referendum «liberali e liberisti» furono ridotti a sette. Furono giudicati inammissibili i quesiti su: tempo determinato, collocamento al lavoro, part time, lavoro a domicilio, sostituto d'imposta, smilitarizzazione della Guardia di Finanza, pensioni di anzianità, servizio sanitario nazionale, monopolio Inail, responsabilità civile dei magistrati, carcerazione preventiva, termini ordinatori e perentori, patronati sindacali.
Commentava questa decisione sulle pagine del Corriere della Sera il politologo Angelo Panebianco: «Avendo fatto strage dei referendum detti sociali, la Corte ha di fatto salvato i sindacati dal rischio di un pronunciamento popolare. Assai contento deve essere anche il centro-sinistra. L'incubo di passare per il partito della conservazione sociale, della difesa a oltranza dello status quo, è svanito. Il welfare state all'italiana, con le sue poco commendevoli peculiarità, è salvo. La maggioranza non avrà bisogno di andare dietro a Cofferati in una battaglia che le avrebbe ulteriormente alienato simpatie giovanili e consensi nel mondo imprenditoriale. E anche Berlusconi, sul fronte opposto, è stato salvato da imbarazzanti scelte».
Il 21 maggio del 2000 i referendum non raggiunsero il quorum sufficiente di votanti, infatti si recarono alle urne solo il 32,5% degli aventi diritto.

## Quesiti

### Rimborso delle spese elettorali
Eliminazione del rimborso spese per consultazioni elettorali e referendarie. Promosso dai Radicali e da Alleanza Nazionale.
Quesito: "Volete voi che sia abrogata la Legge 3 giugno 1999 n.157 recante "Nuove norme in materia di rimborso delle spese per consultazioni elettorali e referendarie e abrogazione delle disposizioni concernenti la contribuzione volontaria ai movimenti e partiti politici", limitatamente agli articoli 1, 2 e 3?"

### Elezione della Camera dei deputati: abolizione del voto di lista
Abolizione della quota proporzionale (pari al 25% dei seggi) nelle elezioni della Camera dei deputati (secondo tentativo, dopo il referendum del 1999). Promosso dai Radicali e da Alleanza Nazionale.
Quesito: ""Volete voi che sia abrogato il Testo Unico delle leggi recanti norme per l'elezione della Camera dei Deputati, approvato con decreto del Presidente della Repubblica 30 marzo 1957, n. 361, nel testo risultante dalle modificazioni ed integrazioni ad esso successivamente apportate in particolare dalla legge 4 agosto 1993, n. 277, e dal decreto legislativo 20 dicembre 1993, n. 534, limitatamente alle seguenti parti:
Articolo 1, comma 2, limitatamente alle parole: "La ripartizione dei seggi attribuiti secondo il metodo proporzionale, a norma degli articoli 77, 83 e 84, si effettua in sede di Ufficio centrale nazionale."; comma 4, limitatamente alle parole: "in ragione proporzionale mediante riparto tra liste concorrenti", nonché alla parola: ", 83";
Articolo 4, comma 2, n. 1), limitatamente alle parole: "per l'elezione del candidato nel collegio uninominale" nonché alle parole ",comma 1" e n. 2): "un voto per la scelta della lista ai fini dell'attribuzione dei seggi in ragione proporzionale, da esprimere su una diversa scheda recante il contrassegno e l'elenco dei candidati di ciascuna lista. Il numero dei candidati di ciascuna lista non può essere superiore ad un terzo dei seggi attribuiti in ragione proporzionale alla circoscrizione con arrotondamento all'unità superiore.";
Articolo 14, comma 1, limitatamente alle parole: "o liste di candidati" e alle parole: "o le liste medesime nelle singole circoscrizioni"; comma 2, limitatamente alle parole: "le loro liste con"; comma 3, limitatamente alle parole: ",sia che si riferiscano a candidature nei collegi uninominali sia che si riferiscano a liste,";
Articolo 16, comma 4, primo periodo, limitatamente alle parole: "e delle liste" e secondo periodo, limitatamente alle parole: "e delle liste";
Articolo 17, comma 1, limitatamente alle parole: "e della lista dei candidati";
Articolo 18, comma 1, limitatamente alle parole: "i quali si collegano a liste di cui all'articolo 1, comma 4, cui gli stessi aderiscono con l'accettazione della candidatura. La dichiarazione di collegamento deve essere accompagnata dall'accettazione scritta del rappresentante, di cui all'articolo 17, incaricato di effettuare il deposito della lista a cui il candidato nel collegio uninominale si collega, attestante la conoscenza degli eventuali collegamenti con altre liste. Nel caso di collegamenti con più liste, questi devono essere i medesimi in tutti collegi uninominali in cui è suddivisa la circoscrizione. Nell'ipotesi di collegamento con più liste, il candidato, nella stessa dichiarazione di collegamento, indica il contrassegno o i contrassegni che accompagnano il suo nome e il suo cognome sulla scheda elettorale"; comma 2, limitatamente alle parole: ", nonché la lista o le liste alle quali il candidato si collega ai fini di cui all'articolo 77, comma 1, numero 2). Qualora il contrassegno o i contrassegni del candidato nel collegio uninominale siano gli stessi di una lista o di più liste presentate per l'attribuzione dei seggi in ragione proporzionale, il collegamento di cui al presente articolo è effettuato, in ogni caso, d'ufficio dall'Ufficio centrale circoscrizionale, senza che si tenga conto di dichiarazioni ed accettazioni difformi. Le istanze di depositanti altra lista avverso il mancato collegamento d'ufficio sono presentate, entro le ventiquattro ore successive alla scadenza dei termini per la presentazione delle liste, all'Ufficio centrale nazionale che decide entro le successive ventiquattro ore";
Articolo 18-bis;
Articolo 19;
Articolo 20, comma 1, limitatamente alle parole: "Le liste dei candidati o"; comma 2, limitatamente alle parole: "le liste dei candidati o", alle parole: "e della lista dei candidati", nonché alle parole: "alle candidature nei collegi uninominali deve essere allegata la dichiarazione di collegamento e la relativa accettazione di cui all'articolo 18"; comma 3, limitatamente alle parole: "I'iscrizione nelle liste elettorali della circoscrizione, e, per le candidature nei collegi uninominali,"; comma 5, limitatamente alle parole: "di lista", nonché alle parole: "Le stesse disposizioni si applicano alle candidature nei collegi uninominali."; comma 6, limitatamente alle parole: "più di una lista di candidati né"; comma 7, limitatamente alle parole: "della lista dei candidati o", nonché alle parole: "la lista o"; e comma 8: "La dichiarazione di presentazione della lista dei candidati deve contenere, infine, la indicazione di due delegati effettivi e di due supplenti, autorizzati a fare le designazioni previste dall'articolo 25.";
Articolo 21, comma 2, limitatamente alle parole: "e della lista dei candidati presentata", nonché alle parole: "e a ciascuna lista";
Articolo 22, comrna 1, limitatamente alle parole: "e delle liste dei candidati"; n. 1), limitatamente alle parole: "e le liste"; n. 2), limitatamente alle parole: "e le liste"; n. 3), limitatamente alle parole: "e le liste" e alle parole: "riduce al limite prescritto le liste contenenti un numero di candidati superiore a quello stabilito al comma 2 dell'art. 18-bis, cancellando gli ultimi nomi;"; n. 4), limitatamente alle parole "e cancella dalIe liste i nomi"; n. 5), limitatamente alle parole: "e cancella dalle liste i nomi"; n. 6): "cancella i nomi dei candidati compresi in altra lista già presentata nella circoscrizione;"; comma 2, limitatamente alle parole: "e di ciascuna lista" e alle parole: "e delle modificazioni da questo apportate alla lista"; comma 3, limitatamente alle parole: "e delle liste contestate o modificate";
Articolo 23, comma 1, limitatamente alle parole: "e di lista"; comma 2, limitatamente alle parole: "di liste o" e alle parole: "e di lista";
Articolo 24, comma 1, n. 1), limitatamente alle parole: "e delle liste"; n. 2) limitatamente alle parole "e delle liste" nonché alle parole "analogamente si procede per la stampa delle schede e del manifesto delle liste e dei relativi contrassegni;"; n. 3), limitatamente alle parole: "di lista e"; n. 4), limitatamente alle parole: "e le liste"; n. 5), limitatamente alle parole: "e delle liste";
Articolo 25, comma 1, limitatamente alle parole: "e all'art. 20", nonché alle parole: "o della lista"; ultimo comma, limitatamente alle parole: "e di lista", alle parole: "e delle liste dei candidati", alle parole: "e di lista", nonché alle parole: "e delle liste";
Articolo 26, comma 1, limitatamente alle parole: "e di ogni lista di candidati";
Articolo 30, comma 1, n. 4), limitatamente alle parole: "e tre copie del manifesto contenente le liste dei candidati della circoscrizione", e n. 6), limitatamente alle parole: "e di lista";
Articolo 31, comma 1, limitatamente alle parole: ", di tipo e colore diverso per i collegi uninominali e per la circoscrizione", alla parola ", C", alle parole: "e di tutte le liste", nonché alle parole: "nella circoscrizione"; comma 2, limitatamente alle parole "per l'elezione dei candidati nei collegi uninominali" e alle parole "Le schede per I'attribuzione dei seggi in ragione proporzionale riportano accanto ad ogni contrassegno l'elenco dei candidati della rispettiva lista, nell'ambito degli stessi spazi.";
Articolo 40, comma 3, limitatamente alle parole: "e di lista";
Articolo 41, comma 1, limitatamente alle parole: "e delle liste dei candidati"; comma 2, limitatamente alle parole: "di liste";
Articolo 42, comma 4, limitatamente alle parole: "e di lista"; comma 7, limitatamente alle parole: "due copie del manifesto contenente le liste dei candidati nonché";
Articolo 45, comma 8: "Le operazioni di cui ai commi precedenti sono compiute prima per le schede per l'elezione dei candidati nei collegi uninominali e successivamente per le schede per l'attribuzione dei seggi in ragione proporzionale.";
Articolo 48, comma 1, limitatamente alle parole: "delle liste e" e alle parole "o della circoscrizione";
Articolo 53, comma 1, limitatamente alle parole: "di lista e";
Articolo 58, comma 1, limitatamente alla parola: "rispettive", nonché alle parole: "per l'elezione del candidato del collegio uninominale e una scheda per la scelta della lista ai fini dell'attribuzione dei seggi in ragione proporzionale"; comma 2, limitatamente alle parole: "per l'elezione del candidato nel collegio uninominale" nonché alle parole: "e, sulla scheda per la scelta della lista un solo segno, comunque apposto, nel rettangolo contenente il contrassegno ed il cognome e nome del candidato o dei candidati corrispondenti alla lista prescelta"; comma 6: "Le disposizioni di cui ai commi terzo, quarto e quinto si applicano sia per le schede per l'elezione del candidato nel collegio uninominale sia per le schede per la scelta della lista ai fini dell'attribuzione dei seggi in ragione proporzionale.";
Articolo 59, limitatamente alle parole: "Una scheda valida per la scelta della lista rappresenta un voto di lista." e alle parole "per l'elezione del candidato nel collegio uninominale";
Articolo 67, comma 1, n. 2), limitatamente alle parole: "e delle liste dei candidati" e n. 3), limitatamente alla parola: "rispettive";
Articolo 68, comma 1, limitatamente alle parole: "per l'elezione del candidato nel collegio uninominale"; comma 3: "Compiute le operazioni di scrutinio delle schede per l'elezione dei candidati nei collegi uninominali, il presidente procede alle operazioni di spoglio delle schede per l'attribuzione dei seggi in ragione proporzionale. Uno scrutatore designato mediante sorteggio estrae successivamente ciascuna scheda dall'urna contenente le schede per l'attribuzione dei seggi in ragione proporzionale e la consegna al presidente. Questi enuncia ad alta voce il contrassegno della lista a cui è stato attribuito il voto. Passa quindi la scheda ad altro scrutatore il quale, insieme con il segretario, prende nota dei voti di ciascuna lista."; comma 3-bis: "Il segretario proclama ad alta voce i voti di lista. Un terzo scrutatore pone le schede, i cui voti sono stati spogliati, nella cassetta o scatola dalla quale sono state tolte le schede non utilizzate. Quando la scheda non contiene alcuna espressione di voto, sul retro della scheda stessa viene subito impresso il timbro della sezione."; comma 7, limitatamente alle parole: "La disposizione si applica sia con riferimento alle schede scrutinate per l'elezione del candidato nel collegio uninominale sia alle schede scrutinate per la scelta della lista ai fini dell'attribuzione dei seggi in ragione proporzionale.";
Articolo 71, comma 1, n. 2), limitatamente alle parole: "dei voti di lista e"; comma 2, limitatamente alle parole: "o per le singole liste per l'attribuzione dei seggi in ragione proporzionale";
Articolo 72, comma 2: "Nei plichi di cui al comma precedente devono essere tenuti opportunamente distinte le schede per l'elezione del candidato nel collegio uninominale da quelle per la scelta della lista ai fini dell'attribuzione dei seggi in ragione proporzionale."; comma 3, limitatamente alle parole: "e di lista";
Articolo 73, comma 3, limitatamente alle parole: "e di lista";
Articolo 74, comma 1, limitatamente alle parole: "e delle liste"; comma 2, limitatamente alle parole: "alle liste o";
Articolo 75, comma 1, limitatamente alle parole: "e delle liste";
Articolo 77, comma 1, limitatamente al n. 2): "determina la cifra elettorale circoscrizionale di ogni lista. Tale cifra è data dalla somma dei voti conseguiti dalla lista stessa nelle singole sezioni elettorali della circoscrizione, detratto, per ciascun collegio in cui è stato eletto, ai sensi del numero 1), un candidato collegato alla medesima lista, un numero di voti pari a quello conseguito dal candidato immediatamente successivo per numero di voti, aumentati dell'unità e comunque non inferiore al venticinque per cento dei voti validamente espressi nel medesimo collegio, sempreché tale cifra non risulti superiore alla percentuale ottenuta dal candidato eletto; qualora il candidato eletto sia collegato a più liste di candidati, la detrazione avviene pro quota in misura proporzionale alla somma dei voti ottenuti da ciascuna delle liste suddette nell'ambito territoriale del collegio. A tale fine l'Ufficio centrale circoscrizionale moltiplica il totale dei voti conseguiti nelle singole sezioni del collegio da ciascuna delle liste collegate per il totale dei voti da detrarre, ai sensi della disposizione del secondo periodo, alle liste collegate, e divide il prodotto per il numero complessivo dei voti conseguiti da tali liste nel collegio; il numero dei voti da detrarre a ciascuna lista è dato dalla parte intera dei quozienti cosÏ ottenuti;"; al n. 4), limitatamente alle parole: "collegati ai sensi dell'articolo 18, comma 1, alla medesima lista", nonché alle parole: "In caso di collegamento dei candidati con più liste, i candidati entrano a far parte della graduatoria relativa a ciascuna delle liste con cui è stato dichiarato il collegamento" e al n. 5): "comunica all'ufficio centrale nazionale, a mezzo di estratto del verbale, la cifra elettorale circoscrizionale di ciascuna lista nonché, ai fini di cui all'articolo 83, comma 1, numero 2), il totale dei voti validi della circoscrizione ed il totale dei voti validi ottenuti nella circoscrizione da ciascuna lista.";
Articolo 79, comma 5, limitatamente alle parole: "e delle liste dei candidati"; comma 6, limitatamente alle parole: "e delle liste dei candidati";
Articolo 81, comma 1, limitatamente alle parole: "e di lista";
Articolo 83;
Articolo 84, comma 1, limitatamente alle parole: "Il presidente dell'Ufficio centrale circoscrizionale, ricevute da parte dell'ufficio centrale nazionale le comunicazioni di cui all'articolo 83, comma 2, proclama eletti, nei limiti dei seggi ai quali ciascuna lista ha diritto, i candidati compresi nella lista secondo l'ordine progressivo di presentazione. Se qualcuno tra essi è già stato proclamato eletto ai sensi dell'articolo 77, comma 1, numero 1), proclama eletti i candidati che seguono nell'ordine progressivo di presentazione. Qualora ad una lista spettino più posti di quanti siano i suoi candidati,", alle parole: "spettanti alla lista", nonché alle parole: ", che non risultino già proclamati eletti. Nel caso di graduatorie relative a più liste collegate con gli stessi candidati nei collegi uninominali, si procede alla proclamazione degli eletti partendo dalla lista con la cifra elettorale più elevata. Qualora, al termine delle proclamazioni effettuate ai sensi del terzo e del quarto periodo, rimangano ancora da attribuire dei seggi ad una lista, il presidente dell'Ufficio centrale circoscrizionale ne dà comunicazione all'Ufficio centrale nazionale affinché si proceda ai sensi dell'articolo 83, comma 1, numero 4), ultimo periodo.";
Articolo 85;
Articolo 86, comma 4, limitatamente alle parole: "nella lista", nonché alle parole: "di lista"; comma 5, "Nel caso in cui una lista abbia già esaurito i propri candidati, si procede con le modalità di cui all'articolo 84, comma 1, terzo, quarto e quinto periodo."?"

### Elezione del Consiglio superiore della magistratura
Abolizione del voto di lista per l'elezione dei membri togati del CSM (primo tentativo). Promosso dai Radicali, SDI e PRI.
Quesito: "Volete voi che sia abrogata la legge 24 marzo 1958, n. 195, recante "Norme sulla costituzione e sul funzionamento del Consiglio Superiore della Magistratura" (così come modificata dall'art. 5 della L. 22 dicembre 1975 n. 695, dagli artt. 18,19 e 20 L. 3 gennaio 1981 n. 1, dall'art. 2 della L. 22 novembre 1985 n. 655 e dagli artt. 7, 10 e 13 della L. 12 aprile 1990, n. 74) limitatamente alle seguenti parti:
art. 25, comma 14, lettera b) limitatamente alle parole: "il voto di lista ed", alla parola "eventuale", nonché alle parole "nell'ambito della lista votata"; art. 27, comma 3, limitatamente alla lettera a): "provvede alla determinazione del quoziente per l'assegnazione dei seggi dividendo la cifra dei voti validi espressi nel collegio per il numero dei seggi del collegio stesso;", alla lettera b) "determina il numero dei seggi spettante a ciascuna lista dividendo la cifra elettorale dei voti da essa conseguiti per il quoziente base. I seggi non assegnati in tale modo vengono attribuiti in ordine decrescente alle liste cui corrispondono i maggiori resti e, in caso di parità di resti, a quelle che abbiano avuto la maggiore cifra elettorale; a parità di cifra elettorale si procede per sorteggio. Partecipano all'assegnazione dei seggi in ciascun collegio territoriale le liste che abbiano complessivamente conseguito almeno il 9 per cento dei suffragi rispetto al totale dei votanti sul piano nazionale;" e lettera c) limitatamente alle seguenti parole: "nell'ambito dei posti attribuiti ad ogni lista";
art. 39, comma 1, limitatamente alle parole: "nell'ambito della stessa lista"; comma 2: "Qualora per difetto di candidati non eletti e forniti dei requisiti di eleggibilità, la sostituzione di cui al comma 1 non possa aver luogo nell'ambito della stessa lista, essa avviene mediante il primo dei non eletti nella lista che abbia riportato nel medesimo collegio la maggiore cifra elettorale o, in caso di parità, che preceda le altre nell'ordine di presentazione; se in detta lista non vi sono candidati non eletti e forniti dei requisiti di eleggibilità, si passa alle liste successive."; comma 4, limitatamente alle parole "e 2"?"

### Ordinamento giudiziario
Separazione delle carriere tra magistrati giudicanti e requirenti (primo tentativo). Promosso da Radicali, SDI e PRI.
Quesito: 
"Volete voi che sia abrogato il R.D. 30 gennaio 1941, n. 12, recante "Ordinamento giudiziario", e successive modificazioni, ed in particolare l'art. 29 D.P.R. 22 settembre 1988 n. 449, limitatamente a:
articolo 190, comma 2:"Il passaggio dei magistrati dalle funzioni giudicanti alle requirenti e da queste a quelle può essere disposto, a domanda dell'interessato, solo quando il Consiglio superiore della magistratura, previo parere del consiglio giudiziario, abbia accertato la sussistenza di attitudini alla nuova funzione.";
articolo 191;
articolo 192, comma 6, limitatamente alle parole: ",salvo che per tale passaggio esista il parere favorevole del Consiglio superiore della magistratura";
articolo 198, limitatamente alle parole: "Tali destinazioni possono avvenire, a giudizio del Ministro, tanto con le funzioni giudicanti, quanto con quelle requirenti, indipendentemente dalla qualifica posseduta dal magistrato."?"

### Incarichi extragiudiziari dei magistrati
Abolizione della possibilità per i magistrati di assumere incarichi al di fuori delle loro attività giudiziarie (secondo tentativo). Promosso dai Radicali, SDI e PRI.
Quesito: "Volete voi che sia abrogato il Regio decreto 30 gennaio 1941, n. 12, recante "Ordinamento giudiziario", limitatamente alle seguenti parti: art. 16, comma 2, limitatamente alle parole: ", senza l'autorizzazione del Consiglio Superiore della Magistratura" e comma 3: "In tal caso, possono assumere le funzioni di arbitro unico o di presidente del collegio arbitrale ed esclusivamente negli arbitrati nei quali è parte l'Amministrazione dello Stato ovvero aziende o enti pubblici, salvo quanto previsto dal capitolato generale per le opere di competenza del Ministero dei lavori pubblici, approvato con D.P.R. 16 luglio 1962, n. 1063", come sostituiti dall'art. 14 della legge 2 aprile 1979, n. 97?"

### Abrogazione art. 18 dello statuto dei lavoratori
Abrogazione dell'articolo 18 dello statuto dei lavoratori in tema di reintegrazione del posto di lavoro. Promosso da Radicali, Forza Italia e PRI.
Quesito: "Volete voi che sia abrogata la legge 20 maggio 1970, n. 300, recante "Norme sulla tutela della libertà e dignità dei lavoratori, della libertà sindacale e dell'attività sindacale nei luoghi di lavoro e norme sul collocamento" e successive modificazioni, limitatamente all'art. 18, come modificato dall'art. 1 della legge 11 maggio 1990, n. 108"?"

### Trattenute associative e sindacali tramite gli enti previdenziali
Abrogazione della possibilità di trattenere dalla busta paga o dalla pensione la quota di adesione volontaria a un sindacato o associazione di categoria attraverso un patronato. Promosso dai Radicali.
Quesito: "Volete voi che sia abrogata la legge 4 giugno 1973, n. 311, recante "Estensione del servizio di riscossione dei contributi associativi tramite gli enti previdenziali " e successive modificazioni?"

## Posizioni dei partiti
Si presentano di seguito le posizioni dei principali partiti politici in merito ai quesiti:

### Rimborso delle spese elettorali

#### Sí
- Lista Bonino
- Alleanza Nazionale
- Federazione dei Verdi
- I Democratici

#### No
- Partito Popolare Italiano
- Democratici di Sinistra
- Partito dei Comunisti Italiani
- Partito Repubblicano Italiano
- Socialisti Democratici Italiani

#### Astensione
- Rifondazione Comunista
- Forza Italia
- Lega Nord
- Cristiani Democratici Uniti

#### Libertà di voto
- Centro Cristiano Democratico
- Popolari UDEUR
- Rinnovamento Italiano

### Elezione della Camera dei deputati: Abolizione del voto di lista

#### Sí
- Lista Bonino
- Alleanza Nazionale
- Democratici di Sinistra
- I Democratici
- Rinnovamento Italiano

#### No
- Partito Popolare Italiano
- Partito dei Comunisti Italiani
- Popolari UDEUR
- Partito Repubblicano Italiano
- Socialisti Democratici Italiani

#### Astensione
- Rifondazione Comunista
- Forza Italia
- Lega Nord
- Cristiani Democratici Uniti

#### Libertà di voto
- Federazione dei Verdi
- Centro Cristiano Democratico

### Elezione del Consiglio superiore della magistratura

#### Sí
- Lista Bonino
- Federazione dei Verdi
- I Democratici
- Partito Repubblicano Italiano
- Socialisti Democratici Italiani

#### No
- Partito Popolare Italiano
- Partito dei Comunisti Italiani

#### Astensione
- Rifondazione Comunista
- Forza Italia
- Lega Nord
- Cristiani Democratici Uniti

#### Libertà di voto
- Democratici di Sinistra
- Alleanza Nazionale
- Centro Cristiano Democratico
- Popolari UDEUR
- Rinnovamento Italiano

### Ordinamento giudiziario

#### Sí
- Lista Bonino
- Partito Repubblicano Italiano
- Socialisti Democratici Italiani

#### No
- Democratici di Sinistra
- Partito Popolare Italiano
- Federazione dei Verdi
- I Democratici
- Partito dei Comunisti Italiani

#### Astensione
- Rifondazione Comunista
- Forza Italia
- Lega Nord
- Cristiani Democratici Uniti

#### Libertà di voto
- Alleanza Nazionale
- Centro Cristiano Democratico
- Popolari UDEUR
- Rinnovamento Italiano

### Incarichi extragiudiziari dei magistrati

#### Sí
- Lista Bonino
- I Democratici
- Federazione dei Verdi
- Partito dei Comunisti Italiani
- Partito Repubblicano Italiano
- Socialisti Democratici Italiani

#### No
- Partito Popolare Italiano

#### Astensione
- Rifondazione Comunista
- Forza Italia
- Lega Nord
- Cristiani Democratici Uniti

#### Libertà di voto
- Democratici di Sinistra
- Alleanza Nazionale
- Centro Cristiano Democratico
- Popolari UDEUR
- Rinnovamento Italiano

### Abrogazione art.18 dello statuto dei lavoratori

#### Sí
- Lista Bonino
- Partito Repubblicano Italiano

#### No
- Democratici di Sinistra
- I Democratici
- Partito Popolare Italiano
- Federazione dei Verdi
- Partito dei Comunisti Italiani
- Popolari UDEUR
- Socialisti Democratici Italiani

#### Astensione
- Rifondazione Comunista
- Forza Italia
- Lega Nord
- Cristiani Democratici Uniti

#### Libertà di voto
- Alleanza Nazionale
- Centro Cristiano Democratico
- Rinnovamento Italiano

### Trattenute associative e sindacali tramite gli enti previdenziali

#### Sí
- Lista Bonino
- Federazione dei Verdi
- I Democratici
- Partito Repubblicano Italiano

#### No
- Democratici di Sinistra
- Partito Popolare Italiano
- Partito dei Comunisti Italiani
- Socialisti Democratici Italiani

#### Astensione
- Rifondazione Comunista
- Forza Italia
- Lega Nord
- Cristiani Democratici Uniti

#### Libertà di voto
- Alleanza Nazionale
- Centro Cristiano Democratico
- Popolari UDEUR
- Rinnovamento Italiano

## Risultati
I risultati di seguito indicati non tengono conto del voto degli italiani all'estero.

### Primo quesito
Rimborso spese per consultazioni elettorali e referendarie.
| Sì                          | 10 004 581 | 71,06 |  |  |  |  |  |  |
| No                          | 4 073 688  | 28,94 |  |  |  |  |  |  |
| Totale                      | 14 078 269 | 100   |  |  |  |  |  |  |
|                             |            |       |  |  |  |  |  |  |
| Schede bianche              | 1 248 244  | 7,90  |  |  |  |  |  |  |
| Schede nulle                | 470 321    | 2,98  |  |  |  |  |  |  |
| Votanti                     | 15 796 834 | 32,19 |  |  |  |  |  |  |
| Elettori                    | 49 067 694 |       |  |  |  |  |  |  |
|                             |            |       |  |  |  |  |  |  |
| Esito: Quorum non raggiunto |            |       |  |  |  |  |  |  |

### Secondo quesito
Elezione Camera dei deputati: abolizione del voto di lista.
| Sì                          | 11 637 524 | 82,02 |  |  |  |  |  |  |
| No                          | 2 551 963  | 17,98 |  |  |  |  |  |  |
| Totale                      | 14 189 487 | 100   |  |  |  |  |  |  |
|                             |            |       |  |  |  |  |  |  |
| Schede bianche              | 1 231 529  | 7,74  |  |  |  |  |  |  |
| Schede nulle                | 497 732    | 3,13  |  |  |  |  |  |  |
| Votanti                     | 15 918 748 | 32,44 |  |  |  |  |  |  |
| Elettori                    | 49 067 694 |       |  |  |  |  |  |  |
|                             |            |       |  |  |  |  |  |  |
| Esito: Quorum non raggiunto |            |       |  |  |  |  |  |  |

### Terzo quesito
Elezione del Consiglio superiore della magistratura.
| Sì                          | 9 125 465  | 70,57 |  |  |  |  |  |  |
| No                          | 3 805 250  | 29,43 |  |  |  |  |  |  |
| Totale                      | 12 930 715 | 100   |  |  |  |  |  |  |
|                             |            |       |  |  |  |  |  |  |
| Schede bianche              | 2 102 915  | 13,45 |  |  |  |  |  |  |
| Schede nulle                | 601 151    | 3,84  |  |  |  |  |  |  |
| Votanti                     | 15 634 781 | 31,86 |  |  |  |  |  |  |
| Elettori                    | 49 067 694 |       |  |  |  |  |  |  |
|                             |            |       |  |  |  |  |  |  |
| Esito: Quorum non raggiunto |            |       |  |  |  |  |  |  |

### Quarto quesito
Ordinamento giudiziario.
| Sì                          | 9 237 713  | 69,00 |  |  |  |  |  |  |
| No                          | 4 150 241  | 31,00 |  |  |  |  |  |  |
| Totale                      | 13 387 954 | 100   |  |  |  |  |  |  |
|                             |            |       |  |  |  |  |  |  |
| Schede bianche              | 1 757 217  | 11,21 |  |  |  |  |  |  |
| Schede nulle                | 536 054    | 3,42  |  |  |  |  |  |  |
| Votanti                     | 15 681 225 | 31,96 |  |  |  |  |  |  |
| Elettori                    | 49 067 694 |       |  |  |  |  |  |  |
|                             |            |       |  |  |  |  |  |  |
| Esito: Quorum non raggiunto |            |       |  |  |  |  |  |  |

### Quinto quesito
Incarichi extragiudiziari dei magistrati.
| Sì                          | 10 200 692 | 75,22 |  |  |  |  |  |  |
| No                          | 3 360 487  | 24,78 |  |  |  |  |  |  |
| Totale                      | 13 561 179 | 100   |  |  |  |  |  |  |
|                             |            |       |  |  |  |  |  |  |
| Schede bianche              | 1 637 121  | 10,43 |  |  |  |  |  |  |
| Schede nulle                | 498 228    | 3,17  |  |  |  |  |  |  |
| Votanti                     | 15 696 528 | 31,99 |  |  |  |  |  |  |
| Elettori                    | 49 067 694 |       |  |  |  |  |  |  |
|                             |            |       |  |  |  |  |  |  |
| Esito: Quorum non raggiunto |            |       |  |  |  |  |  |  |

### Sesto quesito
Licenziamenti.
| No                          | 9 834 046  | 66,64 |  |  |  |  |  |  |
| Sì                          | 4 923 381  | 33,36 |  |  |  |  |  |  |
| Totale                      | 14 757 427 | 100   |  |  |  |  |  |  |
|                             |            |       |  |  |  |  |  |  |
| Schede bianche              | 829 774    | 5,20  |  |  |  |  |  |  |
| Schede nulle                | 366 184    | 2,30  |  |  |  |  |  |  |
| Votanti                     | 15 953 385 | 32,51 |  |  |  |  |  |  |
| Elettori                    | 49 067 694 |       |  |  |  |  |  |  |
|                             |            |       |  |  |  |  |  |  |
| Esito: Quorum non raggiunto |            |       |  |  |  |  |  |  |

### Settimo quesito
Trattenute associative e sindacali tramite gli enti previdenziali.
| Sì                          | 8 632 445  | 61,82 |  |  |  |  |  |  |
| No                          | 5 331 053  | 38,18 |  |  |  |  |  |  |
| Totale                      | 13 963 498 | 100   |  |  |  |  |  |  |
|                             |            |       |  |  |  |  |  |  |
| Schede bianche              | 1 373 612  | 8,69  |  |  |  |  |  |  |
| Schede nulle                | 463 837    | 2,94  |  |  |  |  |  |  |
| Votanti                     | 15 800 947 | 32,20 |  |  |  |  |  |  |
| Elettori                    | 49 067 694 |       |  |  |  |  |  |  |
|                             |            |       |  |  |  |  |  |  |
| Esito: Quorum non raggiunto |            |       |  |  |  |  |  |  |